# Anguciana
Anguciana è un comune spagnolo situato nella comunità autonoma di La Rioja.